# Salambó
|  | Per a altres significats, vegeu «Salammbô (desambiguació)». |

Salambó (títol original francès: Salammbô) és una novel·la històrica escrita per Gustave Flaubert i publicada el 1862. L'acció té lloc a Cartago durant el segle iii aC, immediatament abans i durant la Guerra dels mercenaris, que va tenir lloc poc després de la Primera Guerra Púnica.
La principal font que va tenir Flaubert va ser el Llibre I de les Històries de Polibi. En aquell moment no era un període particularment documentat, i això va requerir de l'autor un gran esforç, que va deixar enrere entusiàsticament el realisme de la seva gran obra Madame Bovary per traçar aquesta esgarrifosa història de sang i ficció. Flaubert es va desviar del relat de Polibi en alguns detalls. El nom de la protagonista, que dona nom a l'obra, és pres de la vila tunisiana de Salambô.
El llibre, pel qual Flaubert va fer una laboriosa recerca, és en gran manera un exercici d'exotisme sensual i violent. Seguint l'èxit de Madame Bovary, va esdevenir un best-seller i va segellar la seva reputació. Fins i tot, les vestidures dels cartaginesos que en el llibre es descriuen van d'acord amb les modes del moment.

## Argument
En el segle iii aC, Cartago contracta mercenaris per enfrontar-se a l'Imperi Romà. Després de la Primera Guerra Púnica, Cartago no és capaç de complir les promeses fetes a l'exèrcit de mercenaris, que ataca la ciutat. Salambó, un personatge fictici, és una sacerdotessa i filla d'Hamílcar Barca, un general aristòcrata cartaginès. Passarà a ser objecte de la luxúria obsessiva de Mató, un libi líder dels mercenaris. Amb l'ajuda d'un esclau llibert, Espendi, Mató roba el vel sagrat de Cartago, el zaïmf, provocant Salambó d'entrar al campament dels mercenaris en un intent de recuperar-lo. El zaïmf és un vel adornat amb joies embolicat al voltant de la dea púnica Tanit en el sanctum sanctorum del temple: el vel és el guardià de la ciutat i tocar-lo suposa la mort del perpetrador.
- Capítol 1. El festí

Durant el banquet de victòria, els mercenaris, vinguts d'arreu, destrueixen el jardí d'Hamílcar en la seva absència. La filla d'Hamílcar, Salambó, intenta reprimir el motí. Mató s'enamora d'ella. L'esclau Espendi és alliberat, i intenta convèncer Mató de prendre, amb els mercenaris, la ciutat de Cartago.
- Capítol 2. A Sica

Els mercenaris reben una moneda a canvi d'abandonar Cartago i traslladar-se a Sica. Un cop arriben, reben la visita d'Hannó, que els explica els retards en el pagament de la seva recompensa. Com que parla en idioma púnic, els mercenaris (vinguts d'arreu) no l'entenen, fet que aprofita Espendi per incitar els mercenaris a la revolta tergiversant les paraules d'Hannó. Llavors arriba Zarxas, que els explica la traïdora massacre de 300 foners balears que s'havien quedat enrere. En sentir això, els mercenaris decideixen tornar a Cartago immediatament.
- Capítol 3. Salambó

Salambó fa una pregària en el terrat del seu palau, acompanyada de la seva criada Taanach. Llavors ve Shahabarim, sacerdot de Tanit i mestre de Salambó, a instruir-la en la pregària. En la llunyania, divisen les tropes dels mercenaris dirigint-se a Cartago.
- Capítol 4. Sota els murs de Cartago

Amb l'exèrcit de mercenaris sota les muralles de la ciutat, amenaçant amb el setge, el sufet Hannó és partidari d'enfrontar-se als bàrbars, mentre que el sufet Giscó prefereix l'armistici mitjançant el pagament dels deutes als mercenaris, opció que s'acaba triant. Però l'exèrcit insurrecte, esperonat per Zarxas el balear i Espendi, torna a entrar en rebel·lió, poruc d'una futura venjança i insatisfet amb la recompensa obtinguda. Enmig del desconcert, Espendi proposa entrar a la ciutat de nit a través de l'aqüeducte. Després de l'ardu camí, s'escolen a la ciutat i es dirigeixen, a petició de Espendi, al temple de Tanit.
- Capítol 5. Tanit

Espendi convenç Mató d'anar al temple a robar el zaïmf, un vel que pertany a la ciutat i sense el qual Cartago perdria el seu poder. Després de grans esforços es fan amb el vel i es dirigeixen al palau d'Hamílcar amb l'objectiu que Mató s'endugui Salambó enlluernada pel zaïmf.
En comptes d'això, Salambó s'horroritza pel sacrilegi i avisa els guardes, que venen de seguida. Espendi fuig d'amagat i Mató ha de sortir passant per tota la ciutat i sent vist amb el vel per la gent de Cartago.
- Capítol 6. Hannó

Els mercenaris abandonen Cartago per atacar les dues úniques ciutats que donen clar suport a Cartago: Espendi anirà a Útica i Mató atacarà Hipo Zarita. Espendi és sorprès per les tropes d'Hannó, però es retira a temps. El sufet cartaginès ocupa la ciutat. Tanmateix, la seva plaent celebració es veu amargament interrompuda per la rebel·lió dels mercenaris, que han aprofitat el moment de distracció dels soldats per contraatacar. Hannó es veu obligat a fugir.
- Capítol 7. Hamílcar Barca

Hamílcar Barca arriba a la ciutat de Cartago en una trirrem, aclamat pel poble, que el rep amb crits des del port. Mentre espera la reunió dels Ancians d'aquella mateixa nit, rep la visita d'Idíbal, un esclau sota el qual Barca ha confiat un noi jove, del qual no se'n revela la identitat. En la clandestina reunió dels Ancians, on participen els Cent del Consell de Cartago, un grup format per alts sacerdots, polítics i rics, s'intenta acusar Hamílcar dels mals d'Hannó. L'heroi defensa la seva gestió de l'exèrcit i llença un avís que Cartago caurà si no s'actua a temps. Defensa també els mercenaris, creant una forta controvèrsia amb els Ancians, que tot i ser contraris a Barca, veuen la necessitat de convertir-lo en líder de Cartago.
Quan arriba al seu palau, es troba Salambó, que li confirma que els rumors del robatori del zaïmf en mans de Mató. Després aprofita per repassar comptes i s'adona dels perjudicis econòmics causats per la guerra i els mercenaris. Acompanyat d'Abdalonim, el capatàs dels esclaus de Barca, descobreix els danys causats pels bàrbars sobre les seves propietats. Al final, Hamílcar acaba acceptant comandar les forces púniques contra l'exèrcit dels bàrbars.
- Capítol 8. La batalla del Macar

Els mercenaris es pregunten com és que Hamílcar triga tant a atacar. Finalment, acompanyat per un gran nombre d'elefants, porta les tropes cap a Útica. Ho fa de nit, amb l'objectiu d'agafar l'enemic per sorpresa. Quan els mercenaris el detecten, ja és massa tard: Espendi es veu atrapat i ha de prendre decisions en molt poc temps. La batalla es lliura al pont de Macar, a uns 4 kilòmetres d'Útica. L'astuta estratègia d'Hamílcar li proporciona la victòria. Tot i que els bàrbars aconsegueixen matar uns quants elefants, Espendi ha de fugir cap a la ciutat emmurallada. Acabada la batalla, només queden piles de cadàvers a la riba del pont de Macar quan arriba Mató, que just ve d'Hipo Zarita amb les seves tropes. Aconsegueix trobar Espendi, que l'anima a la venjança.
- Capítol 9. En campanya

Espendi, Autàrit i Mató es retroben amb Naraves, que ve carregat per la guerra. El seu objectiu és interceptar els homes d'Hamílcar en el seu retorn cap a Cartago. Es veuen obligats a desfer-se de les dones per repartir millor els queviures. D'altra banda, les tropes del sufet minven, i han de recórrer al saqueig per sobreviure. En un intent de recuperar el port estratègic d'Útica, Hamílcar es troba amb les tropes dels bàrbars, que els superen en nombre i en forma física. Decideixen esperar fins a l'endemà per batallar. Els cartaginesos de seguida són assetjats pels mercenaris, que els atrinxeren amb l'objectiu de debilitar-los. Cada dia que passa les tropes d'Hamílcar magregen més i han de sacrificar algun cavall per estalviar farratge i sobreviure. De res els valen els fallits intents d'atacar: de seguida són reduïts. La situació desfavorable aira el sufet Hamílcar, indignat per l'abandonament de la República a les seves tropes. Cartago vivia una greu crisi. El cost econòmic i social de les guerres, l'absència de caps militars i el qüestionament de Barca com a cap de l'exèrcit, juntament amb el recent sacrilegi del zaïmf, eren el motiu pel qual no enviaven reforços a Hamílcar, a qui el Consell Sobirà volia crucificar, en cas que tornés. Fins i tot, alguns vilatans púnics feien responsable Salambó del robatori del zaïmf, i la linxaven.
- Capítol 10. La serp

Shahabarim convenç Salambó que l'única manera de vèncer els mercenaris és recuperant el zaïmf, i l'esperona a anar ella mateixa a demanar-li a Mató. Després de celebrar un ritu amb una pitó, Salambó és vestida luxosament per la seva dida Tanaac, a qui no explica els seus plans. Això no obstant, la criada presagia el seu funest destí en veure-la marxar del palau.
- Capítol 11. Dins la tenda

Salambó és furtivament acompanyada per un esclau a través de camps desèrtics i dels pobles incendiats fins que arriba al campament bàrbar. Un cop dins demana parlar amb el mateix Mató fent-se passar per un cartaginès trànsfuga. Finalment Mató la porta fins a la seva tenda. Allà dins, Salambó es descobreix i declara al seu amfitrió el desig de recuperar el zaïmf. Però Mató es veu aclaparat per la bellesa de la jove que el deixa atònit. Llavors Salambó, amb paraules molt fortes i violentes, diu a Mató que l'odia per tot el que li ha fet i li'n demana explicacions. Mató li declara el seu amor, però, quan tot seguit Salambó fa un intent de fer-se amb el zaïmf, l'amenaça durament de convertir-la en la seva esclava. Immediatament després li demana perdó per les seves paraules i torna a declarar-li el seu amor. Salambó sucumbeix al desig mutu i els dos es delecten del seu amor. Temps més tard, Mató és despertat pel soroll de fora, on les flames agitades consumeixen les tendes del campamentː Hamílcar ha atacat. Mató surt de la tenda, i és llavors quan apareix Giscó, un antic general cartaginès, que li retreu que hagi fet l'amor amb la filla del cap dels bàrbars. Salambó pren el zaïmf i escapa enmig del caos generat per l'ofensiva dels cartaginesos.
Mentrestant, Naraves, amb alguns dels seus homes i cavalls, s'entrega a Hamílcar per unir-se al seu bàndol, i just després arriba Salambó amb el zaïmf, causant una gran alegria entre els cartaginesos. Hamílcar concedeix la mà de la seva filla a Naraves, per sorpresa de Salambó.
- Capítol 12. L'aqüeducte

Després de la derrota contra els cartaginesos, els bàrbars, de diferent procedències, ploren els seus morts i els donen sepultura com poden, mirant de seguir els seus ritus funeraris. Entre cadàvers i les cendres del campament, Mató i Espendi veuen necessari esperonar les masses a seguir lluitant, malgrat que són conscients que amb la derrota recent i la pèrdua del zaïmf serà difícil. Però just llavors arriba un missatger suplicant als mercenaris que no es desanimin, que els enviaran reforços de Tunis. Això i les vitualles que reben d'Hipo Zarita els anima a seguir lluitant.
Zarxas mata Giscó, que els ha traït, i els mercenaris es neguen a fer cap pacte amb Hamílcar i es disposen a conquerir Hipo Zarita. Mentrestant, Hamílcar es reforça amb més tropes vingudes de Cartago i, disposat a vèncer els bàrbars, nomena Hannó comandant de les tropes. Ell envia tres-cents soldats a protegir Hipo Zarita, però els seus ciutadans els paren una trampa tirant-los daltabaix dels baluards. A més, el poble de Roma subministra vitualles als mercenaris i una flota cartaginesa naufraga en una tempesta. Finalment els mercenaris entren a Hipo Zarita, fent-se així amb les dues ciutats de Tíria, poble que els mostraria des de llavors una gran fidelitat.
- Capítol 13. Moloc

Els mercenaris, així com els cartaginesos, es preparen per a l'assalt, que es produirà ben d'hora. Després d'un temps, els cartaginesos, que pateixen pel setge, comencen a partir set i fam. «Moloc era l'amo de Cartago». Salambó, malgrat els retrets de Shahabarim, no se'n fa responsable. Una nit, Hamílcar porta el seu fill de deu anys, Hanníbal, a qui ella s'encarrega de cuidar. A poc a poc, els bàrbars se'n fan càrrec. Els ancians creuen que Moloc està patint i decideixen sacrificar els nens, inclòs el fill d'Hamílcar, que envia un esclau en el seu lloc. Té lloc l'horrible sacrifici.
- Capítol 14. El congost de l'Atxa

Després del sacrific, cau la pluja i els cartaginesos recuperen el seu valor. Hamílcar, gràcies a un subterfugi, porta gran part dels mercenaris a la batalla de la Serra, on els mata de fam durant tres setmanes, fet que els obliga a cometre actes de canibalisme. Hamílcar els remata quan surten a rendir-se (escena en què els homes són atropellats per elefants). Després d'això, Hamílcar viatja a Tunis per prendre la ciutat. Allà, Hannó és crucificat pels bàrbars mentre que els ambaixadors dels bàrbars són crucificats pel sufet. Llavors, la guerra s'empantana a prop de Cartago. Mató ofereix a Hamílcar un desafiament: una última batalla. Hamílcar accepta. L'endemà, comença la lluita, però els mercenaris són derrotats per la inesperada ajuda dels ciutadans de Cartago i de l'últim elefant. Mató és fet personer. Els últims mercenaris de la Serra són devorats pels lleons.
- Capítol 15. Mató

A Cartago se celebra la victòria. Mató és torturat abans de la seva execució. Salambó, que n'és testimoni, mor del xoc. El zaïmf ha dut la mort a aquells que l'han tocat.

## Personatges

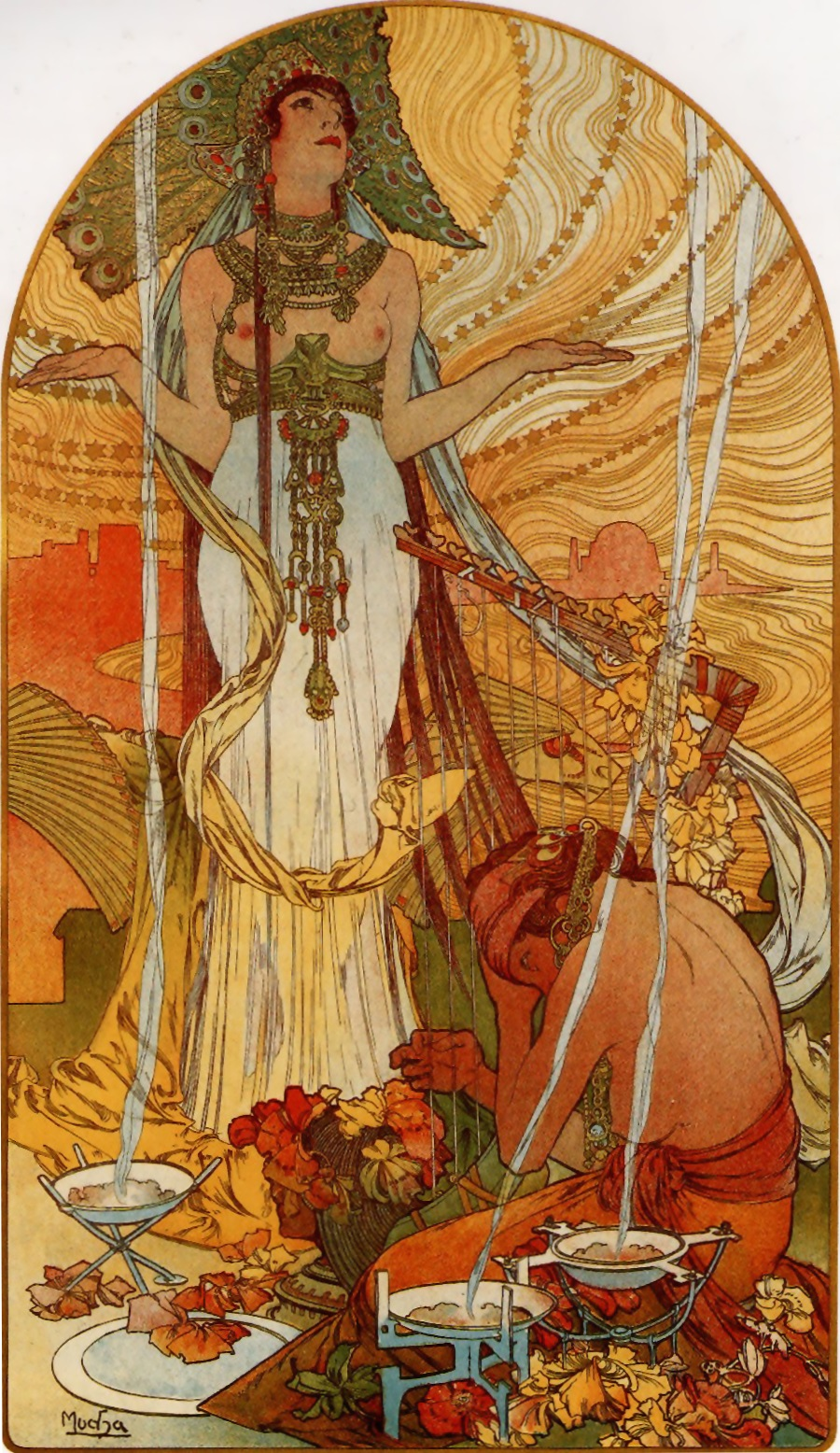
Salammbô, litografia d'Alfons Mucha (1896)

A continuació es presenten, per ordre alfabètic, els personatges principals de l'obra:
- Abdalonim, el capatàs dels majordoms d'Hamílcar
- Autàrit (Autharite en francès), un líder gal dels mercenaris
- Demònades, un servent d'Hannó
- Giddenem, el governador dels esclaus d'Hamílcar
- Hasdrúbal, un general cartaginès
- Hamílcar Barca, general cartaginès que va ser cap dels mercenaris abans dels esdeveniments del llibre
- Hanníbal Barca, el fill petit d'Hamílcar
- Hannó, un general cartaginès (basat en Hannó II el Gran i en l'Hanníbal de la Guerra dels mercenaris
- Idíbal, servent d'Hamílcar
- Mató (Mâthos en francès), un líder libi dels mercenaris
- Naraves (Narr'Havas, com l'escriu Flaubert), príncep dels númides i líder dels mercenaris
- Salambó (Salammbô en francès), filla d'Hamílcar
- Schahabarim, alt sacerdot de Tanit, i professor de Salambó
- Espendi, un esclau d'Hamílcar, capturat a la batalla d'Argunisae, que esdevé un cap dels mercenaris durant la revolta
- Taanach, un esclau de Salambó
- Zarxas, un líder dels mercenaris de les Balears

## Adaptacions

### Musicals
- Salammbô, una òpera inacabada de Modest Mússorgski (1863–66)
- Salammbô, una òpera inacabada de Serguei Rakhmàninov
- Salammbô, una òpera d'Ernest Reyer (1890)
- Salammbo, una òpera de Josef Matthias Hauer
- Salammbo, l'òpera fictícia de la pel·lícula Ciutadà Kane d'Orson Welles.

### Film
- Salammbô, una pel·lícula muda de Pierre Marodon, amb música de Florent Schmitt (1925)
- Salambó, una pel·lícula italofrancesa històrica i d'aventures de Sergio Grieco (1962)
- Salammbo és el títol de l'òpera fictícia Ciutadà Kane d'Orson Welles. La segona dona de Charles Foster Kane, Susan Kane, s'estrena amb l'òpera, i la seva actuació és enfonsada pels crítics. El fragment que es mostra a la pel·lícula, l'Ària de Salambó, és obra de Bernard Herrmann.

### Altres
- Salammbo, una obra de Charles Ludlam (1988)
- Salammbô, una sèrie de còmics de ciència-ficció de Phillippe Druillet
- Salammbo: Battle for Carthage és el nom del joc de Windows fet per Dreamcatcher Interactive amb obres de Druillet. La seva història es basa tant en el treball de Gustave Flaubert's com en el de Phillipe Druillet (2003)

## Salambó en l'art

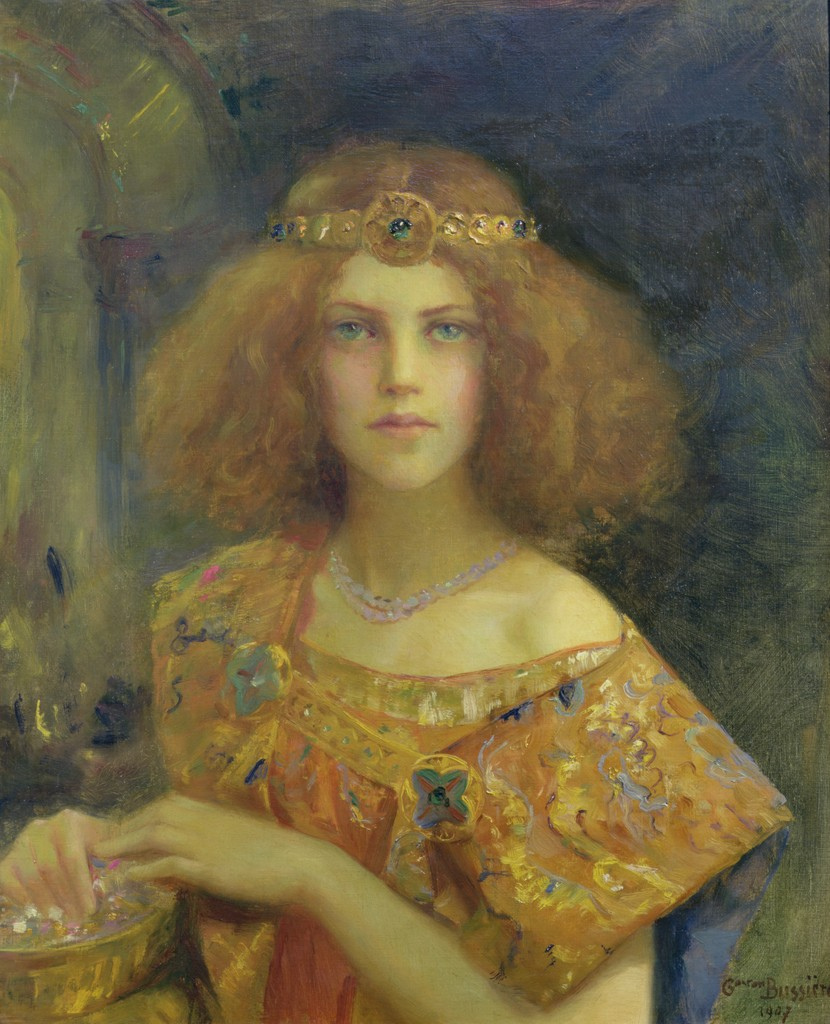
Salammbô, de Gaston Bussière (1907)
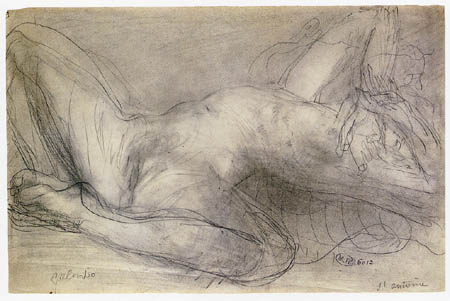
Salammbô d'Auguste Rodin
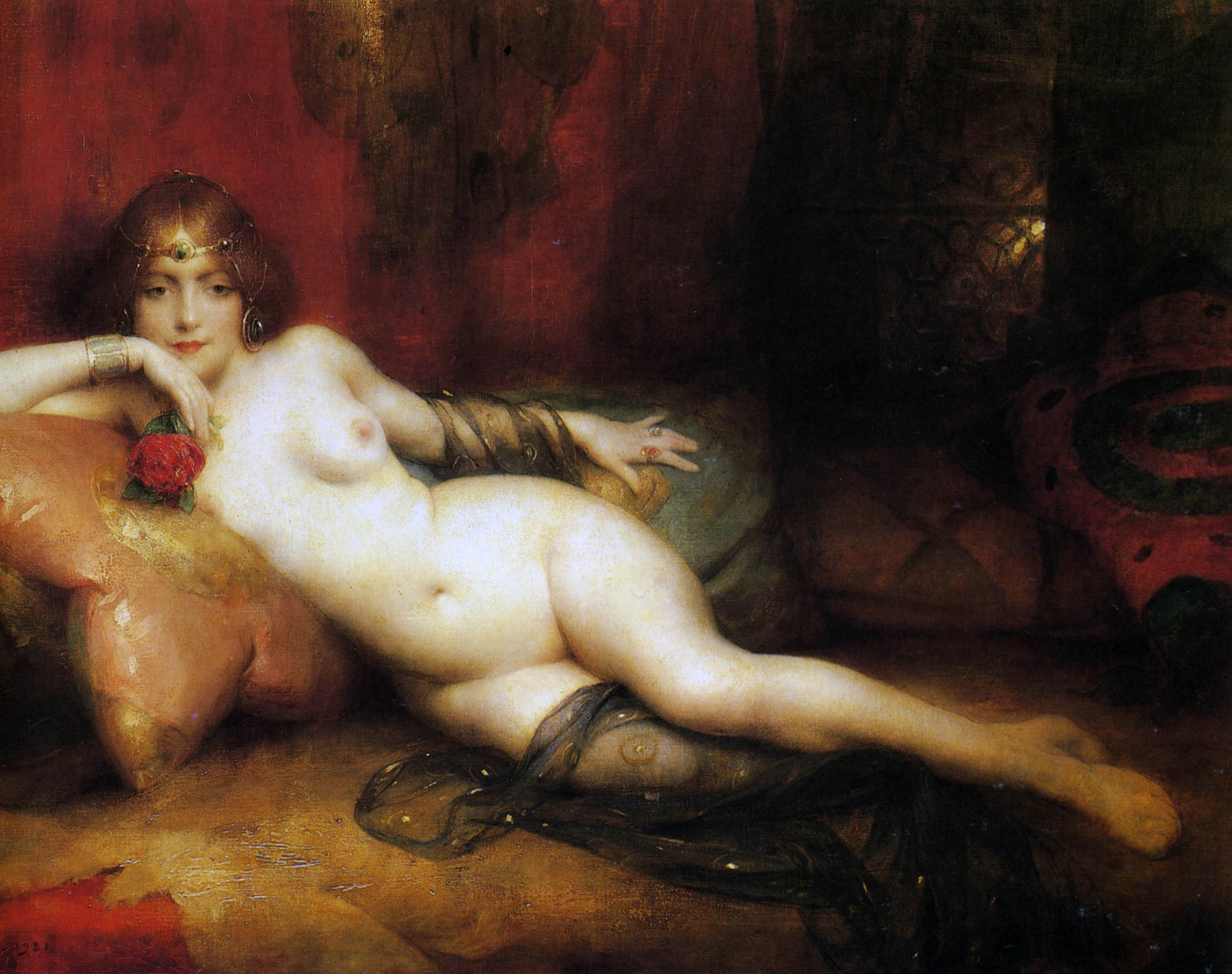
Salammbô d'Henri Adrien Tanoux (1921)
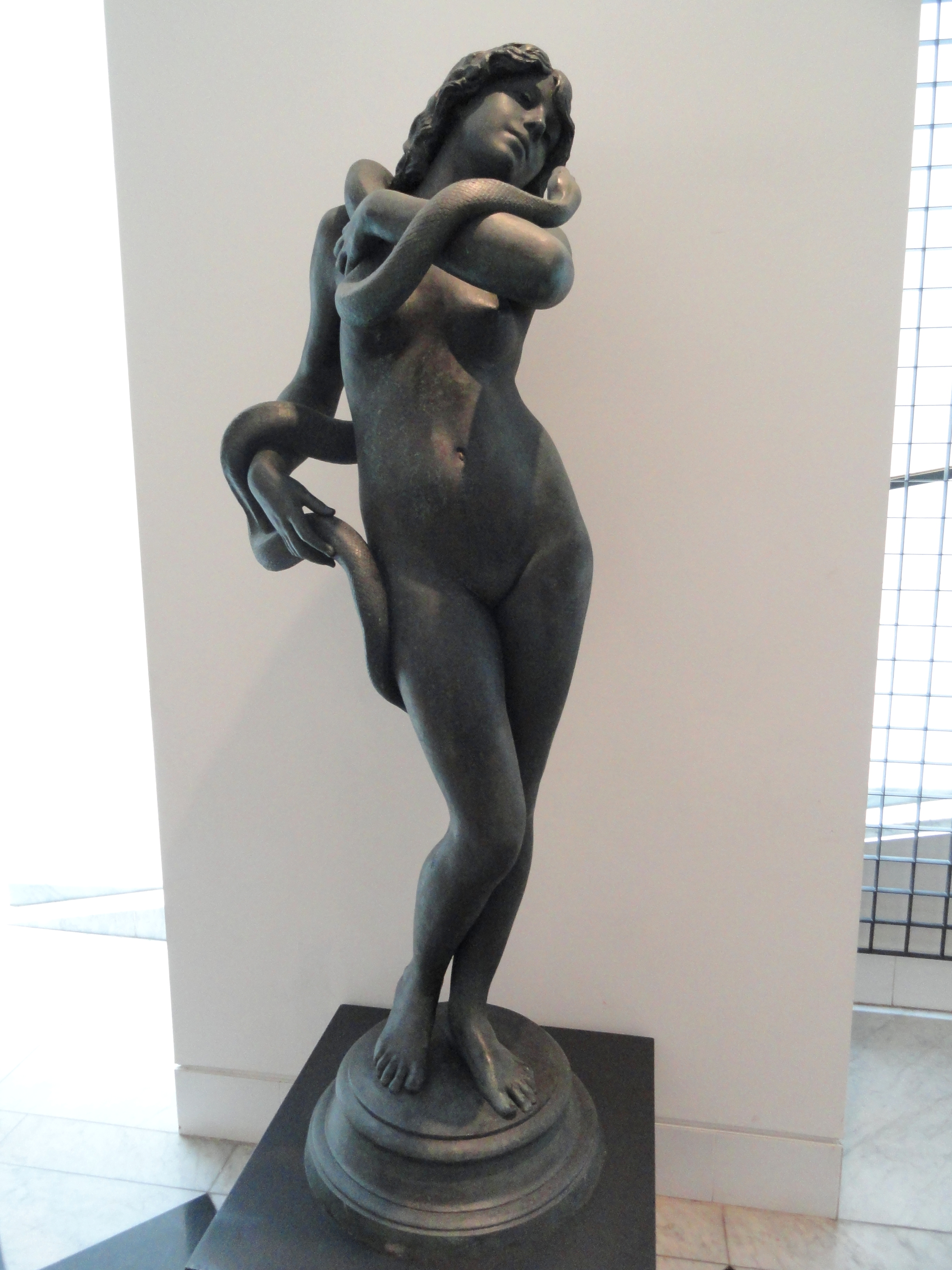
Salammbô, escultura d'Antonin Idrac (1903)
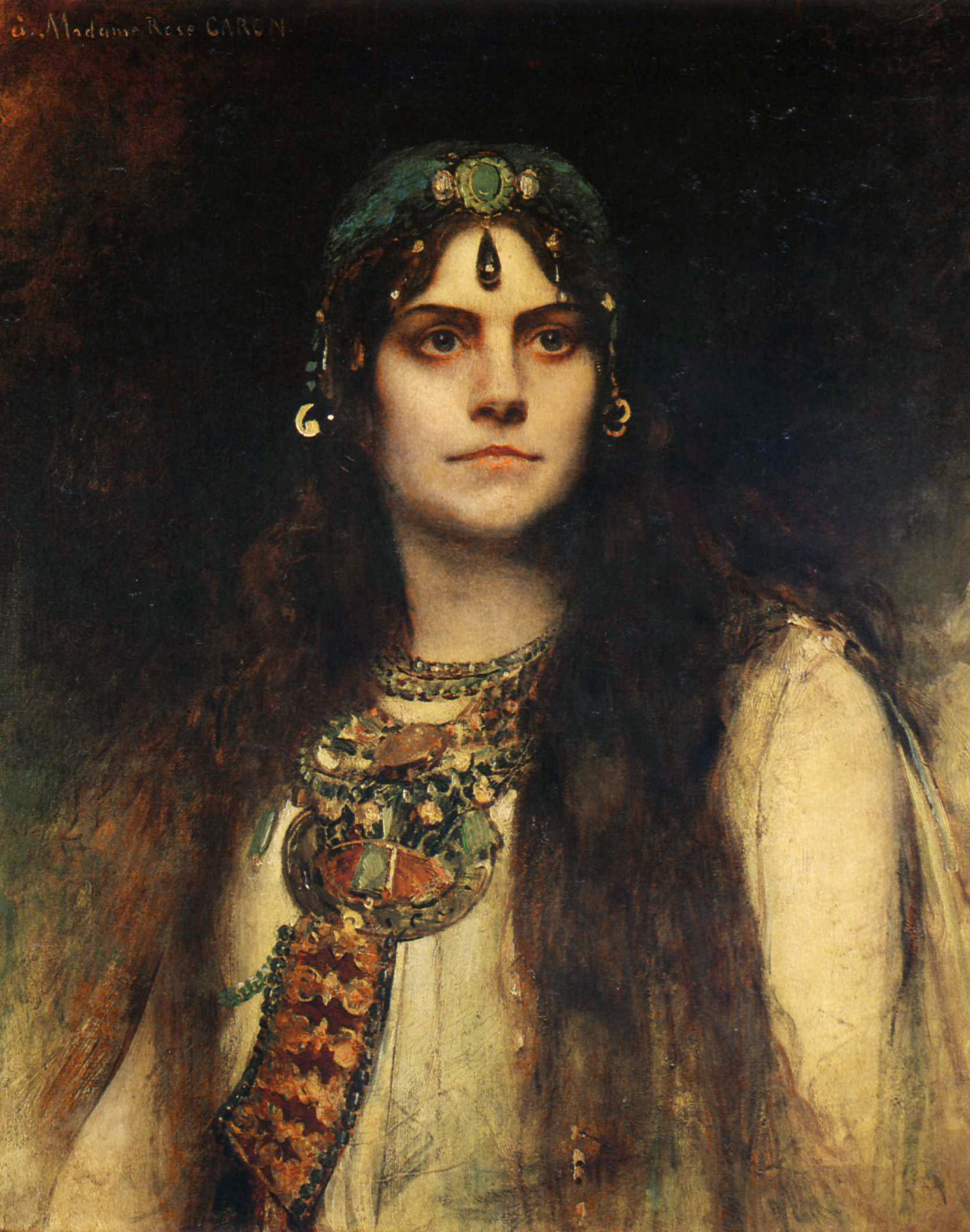
La soprano Rose Caron en el paper de Salambó de l'òpera de Meyer, pintada per Léon Bonnat